# Suri Musara
Suri Musara is een bestuurslaag in het regentschap Gayo Lues van de provincie Atjeh, Indonesië. Suri Musara telt 382 inwoners (volkstelling 2010).